# Biblioteca Museu Víctor Balaguer
A Biblioteca Museu Víctor Balaguer, localizada no município de Vilanova i la Geltrú, foi fundada no ano 1884 por Víctor Balaguer. Balaguer queria criar um templo universal do saber, aberto a todos para fomentar a educação e a cultura. É um dos equipamentos culturais mais antigos e pioneiros da Catalunha, já que foi o primeiro edifício público do país destinado a cumprir as funções de biblioteca e museu. Desde o ano 2000 o museu é secção do Museu Nacional de Arte da Catalunha e a biblioteca secção da Biblioteca da Catalunha.
O inventário atual, de 1999 do Museu Víctor Balaguer consta de 8.865 registos, e só 20% se encontra exposto nas salas, o resto guarda-se nos armazéns. O legado fundacional, isto é, todo o volume de objetos que interna desde 1884 até 1901, está formado aproximadamente por 2.000 registos. Atualmente o catálogo da Biblioteca supera os 100.000 documentos (entre manuscritos, primeiras edições, gravados) e mais de 50.000 livros. Em 2004 transferiu-se para a Casa Castrofuerte, exatamente por trás do edifício histórico. Ali estão todos os serviços e armazéns que correspondem a uma instalação moderna. 
Em 2008 o Museu contava aproximadamente com 17.000 visitantes anuais e 1.100 utentes presenciais que consultam o fundo da Biblioteca, além das consultas do catálogo online. Em 2009 celebraram-se os atos do 125º aniversário e aproveitou-se por restaurar as fachadas do edifício. O projeto financiou-se com os subsídios recebidos pela Generalidade da Catalunha e Município.
Atualmente oferecem-se atividades para diferentes públicos. Exposições temporárias, visitas comentadas, atividades escolares, atividades familiares e workshops para crianças, ciclos de conferências, concertos, e atividades direcionadas a coletivos com deficiência visual e mental.

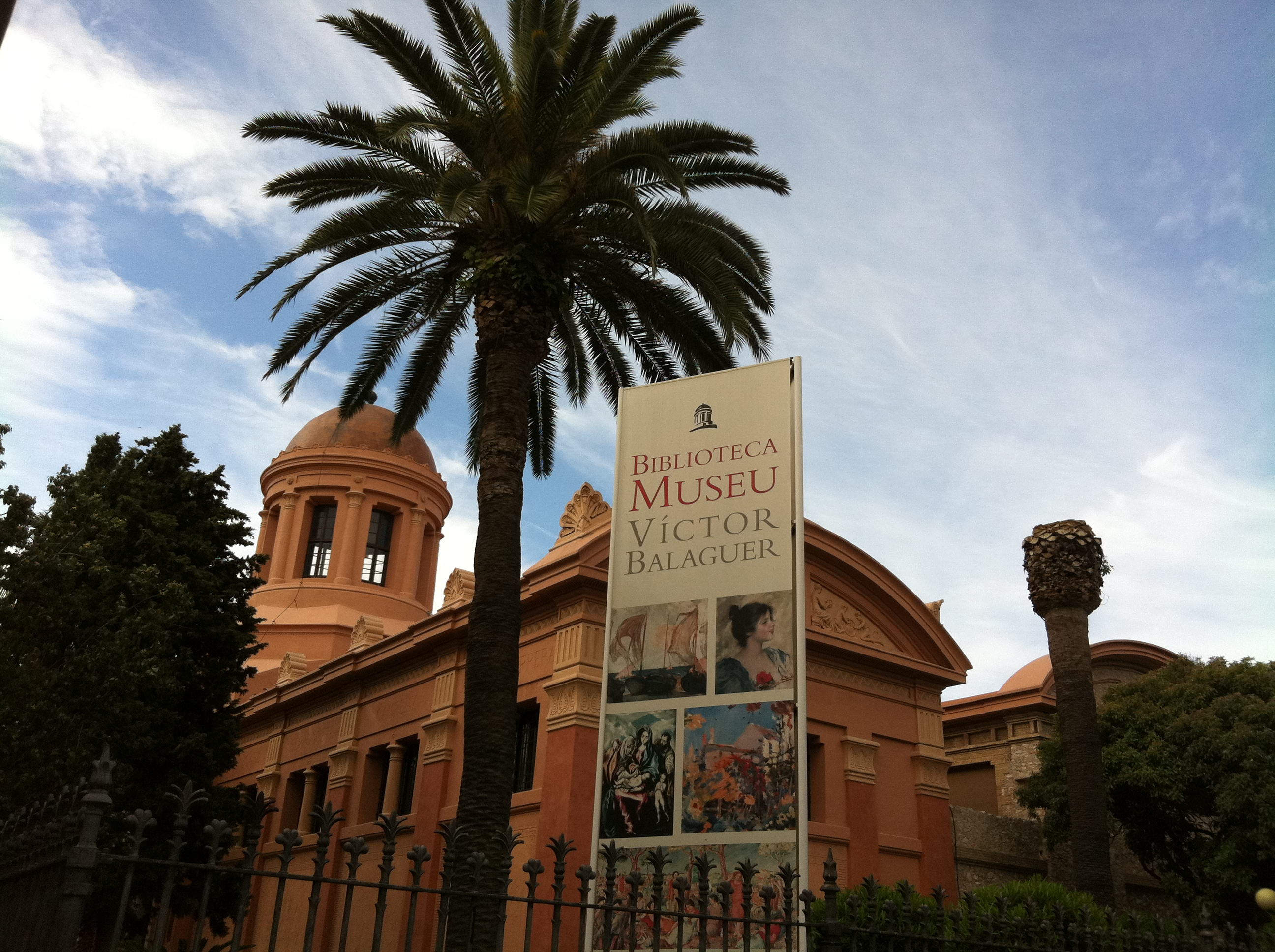
A Biblioteca Museu atualmente